# Толочек, Николай Константинович
Николай Константинович Толочек  (1918—2016) — советский работник угольной промышленности, шахтёр, полный кавалер Знака «Шахтёрская Слава», почётный гражданин города Донецка.

## Биография
Родился 19 мая 1918 года в селе Николаевка Царицынской губернии, ныне город Николаевск Николаевского района Волгоградской области. Мать — Анна Дмитриевна, была домохозяйкой; отец — Константин Алексеевич, рабочий, имел хороший голос и пел в церковном хоре.
Окончив семилетнюю школу, начал трудовую деятельность. С 1934 года работал слесарем по водоотливу на шахте № 6 в Кузбассе. С апреля по сентябрь 1939 года работал начальником участка на шахте № 4 треста «Качановичуголь» комбината «Кузбассуголь» в городе Киселевск Кемеровской области. В сентябре 1939 года был призван на службу в Красную армию, откуда попал на фронт Великой Отечественной войны. Прошел войну до победы и в октябре 1945 года был демобилизован.
Вернулся на Кузбасс, снова работал инженером треста «Качановичуголь». В апреле 1946 года Николай Толочек был направлен на комбинат «Ростовуголь», где с мая 1946 по февраль 1948 года работал главным инженером Краснодонского шахтоуправления «Ростовугля». Окончил Новочеркасский политехнический институт по специальности горный инженер по разработке угольных (сланцевых) месторождений. После окончания вуза, с февраля 1951 года, был направлен в трест «Богураевуголь» комбината «Ростовуголь», где работал заместителем главного инженера; позже стал главным инженером Краснодонецкого шахтоуправления. С мая 1953 по июнь 1954 года снова работал в тресте «Богураевуголь» главным инженером шахты № 5. С июня 1954 года по апрель 1962 года работал начальником шахты № 5. Затем работал начальником Краснодонского шахтоуправления и Тацинского шахтоуправления. В августе 1963 года Н. К. Толочек работал главным инженером, а затем управляющим треста «Донецкуголь» в городе Донецке (до июня 1970 года). Когда после реорганизации в угольной промышленности шахты Донецка перешли в подчинение комбината «Гуковуголь» (город Гуково), Толочек был назначен начальником Донецкого угольного района производственного объединения «Гуковуголь». Затем стал заместителем директора по производству, где проработал до ноября 1988 года. С ноября 1988 по январь 1991 года работал заместителем начальника пылевентиляционной службы шахты «Гундоровская».
Наряду с производственной, занимался общественной деятельностью. В 1964—1987 годах избирался депутатом Донецкого Городского совета народных депутатов, где в 1970—1987 годах был председателем постоянной комиссии по промышленности, транспорту и связи.
5 января 1991 года Николай Константинович Толочек находился на пенсии. Жил в городе Донецке Ростовской области. В преклонном возрасте находился в Центре социальной реабилитации престарелых и пожилых граждан Донецка, где было отмечено его 95-летие.
В семье было двое сыновей, в живых в настоящее время остался один — старший. Имеются внучки и внук.
Умер 25 марта 2016 года в Донецке, где и был похоронен.

## Награды
- Был награждён орденом Трудового Красного Знамени (30.03.1971), двумя орденами «Знак Почёта» (27.03.1948 и 29.06.1966), орденом Отечественной войны 2-й степени (11.03.1985), а также медалями, среди которых «За отвагу» (10.09.1943), «За боевые заслуги» (31.08.1945), «За оборону Москвы» (31.07.1944) и «За Победу над Германией в Великой Отечественной войне 1941-1945 гг.».
- Полный кавалер знака «Шахтёрская слава».
- «Почётный гражданин г. Донецка» (2000)[5].